# Jiang Zemin
Jiang Zemin (江澤民T, 江泽民S, Jiāng ZémínP; Yangzhou, 17 agosto 1926 – Shanghai, 30 novembre 2022) è stato un politico cinese.
Fu il cuore della terza generazione dei capi del Partito Comunista Cinese (PCC), ricoprendo le cariche di Segretario generale del Partito Comunista Cinese dal 1989 al 2002, Presidente della Repubblica Popolare Cinese dal 1993 al 2003, Presidente della Commissione Militare Centrale del partito dal 1989 al 2004 e Presidente della Commissione militare dello Stato dal 1990 al 2005.
Sotto la direzione di Jiang, la Cina portò avanti le riforme di mercato introdotte da Deng Xiaoping con il suo socialismo con caratteristiche cinesi e vide il pacifico ritorno di Hong Kong (precedentemente controllata dal Regno Unito) e di Macao (sotto il controllo portoghese). Egli mantenne comunque il PCC alla guida del suo paese, anzi sviluppando un piccolo e ristretto culto della personalità con l'elaborazione della teoria delle tre rappresentanze, oggi adottata come linea base del PCC insieme alla teoria di Deng Xiaoping. Alcuni criticano Jiang di non avere avuto il controllo di determinati settori, nonostante il suo carisma. I maoisti lo accusano di avere continuato a portare la Cina verso un ritorno al capitalismo.

## Biografia

### Gioventù ed esordio in politica
Jiang nacque a Yangzhou, dove trascorse parte della sua infanzia. Egli crebbe sotto il dominio giapponese: suo zio, Jiang Shangqing, morì combattendo contro gli occupanti. Il giovane Jiang dovette frequentare l'Università di Nanchino occupata, prima di recarsi a Shanghai. Durante i suoi studi, sviluppò un'opposizione all'imperialismo giapponese, che lo portò ad unirsi al Partito Comunista Cinese. Negli anni cinquanta, Jiang lavorò ad un'impresa automobilistica di Mosca, e successivamente, rientrato in patria, lavorò a Changchun, sempre nel campo automobilistico. Solo con le riforme di mercato di Deng Xiaoping, Jiang comparve sulla scena politica cinese, divenendo segretario del neonato ministero dell'industria elettronica nel 1983.

### Sindaco di Shanghai
Nel 1985 fu nominato sindaco di Shanghai. Jiang ha ricevuto pareri contrastanti nel suo ruolo di sindaco. Molti dei suoi critici lo hanno liquidato come un "vaso di fiori", un termine cinese per indicare qualcuno che sembra utile, ma in realtà non fa nulla. Molti gli hanno invece attribuito la crescita di Shanghai durante il periodo a Zhu Rongji. Jiang era un ardente sostenitore, durante questo periodo, delle riforme economiche di Deng Xiaoping. Nel tentativo di frenare il malcontento degli studenti nel 1986, Jiang ha recitato il discorso di Gettysburg in inglese di fronte a un gruppo di studenti manifestanti.
Al 13º Congresso Nazionale del PCC tenutosi nell'ottobre 1987, Jiang è stato promosso da sindaco a segretario del partito di Shanghai, la carica più potente della città, alle dirette dipendenze del governo centrale. È entrato anche a far parte del Politburo del Partito Comunista Cinese, secondo le consuetudini dei segretari di partito delle principali città. Nel 1989, il massacro di piazza Tiananmen provocò una drastica crisi di regime. Deng Xiaoping rimosse il riformista Zhao Ziyang dalla carica di segretario generale del Partito, portando all'elezione di Jiang al suo posto, grazie anche ad un compromesso con le più alte cariche statali di allora.
Durante il suo viaggio nel sud della Cina, nel 1992, Deng criticò la leadership di Jiang, dicendo che l'attuazione delle riforme di mercato andava a rilento e che ne era responsabile la direzione centrale. Cautamente, Jiang coniò il termine "economia socialista di mercato" come avanzamento della teoria del socialismo con caratteristiche cinesi di Deng, per dimostrare che le riforme di mercato proseguivano. Questo gli consentì di divenire Presidente della Repubblica nel 1993.

## Presidente della Cina

### Sviluppo economico

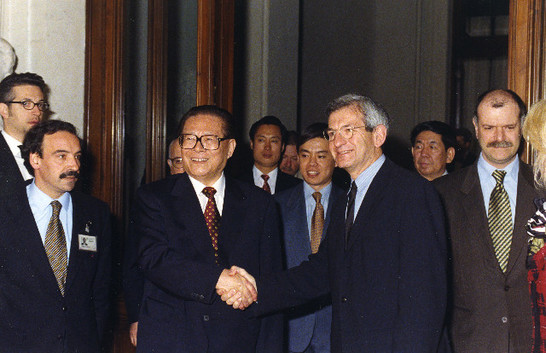
Jiang Zemin durante l'incontro col presidente della Camera dei deputati italiano Luciano Violante, 22 marzo 1999.

All'inizio degli anni '90, le riforme economiche post-Tiananmen di Zhu Rongji con il sostegno di Jiang si erano stabilizzate e il paese era su una traiettoria di crescita costante. Allo stesso tempo, la Cina aveva dovuto affrontare una miriade di problemi economici e sociali. Alla morte di Deng Xiaoping nel 1997, Jiang tenne l'elogio funebre, citandolo come uno dei padri costruttori del socialismo cinese. Eppure, per il nuovo leader del Paese si presentava un periodo non proprio prospero, perché le riforme di mercato avevano da un lato portato alla crescita economica della Cina, ma dall'altro avevano prodotto più povertà e disoccupazione, nonché la nascita del crimine organizzato.
La politica di Deng secondo cui "alcune aree possono arricchirsi prima di altre" aveva portato a un divario di ricchezza tra le regioni costiere e le province interne. La crescita economica senza precedenti e la deregolamentazione in una serie di industrie pesanti avevano causato la chiusura di molte imprese statali (SOE). Di conseguenza, i tassi di disoccupazione erano saliti alle stelle, fino al 40% in alcune aree urbane. I mercati azionari avevano oscillato notevolmente. La portata della migrazione rurale verso le aree urbane era senza precedenti ovunque e poco veniva fatto per affrontare un crescente divario di ricchezza urbano-rurale. I rapporti ufficiali stimano al 10% la percentuale del PIL cinese che veniva spostata e abusata da funzionari corrotti. Il più grande obiettivo di Jiang nell'economia era la stabilità, e credeva che un governo stabile con un potere altamente centralizzato sarebbe stato un prerequisito, scegliendo di posticipare la riforma politica, che in molti aspetti del governo ha esacerbato i problemi in corso. Dopo che le regioni costiere e le ZES furono sufficientemente sviluppate, Jiang lavorò per ridurre le disparità geografiche incoraggiando le città più ricche a "fornire assistenza finanziaria, tecnologica e gestionale a quelle occidentali più povere".
In questo periodo cominciò a sorgere il culto di Jiang, in quanto egli nel 1996 cominciò una serie di riforme che gli assicurassero il controllo dei media e grazie alle quali avrebbe potuto presentarsi come il solo e vero leader della Repubblica Popolare Cinese.

### Politica estera

Jiang e Bill Clinton nel 1999

Jiang è andato in visita di stato negli Stati Uniti nel 1997, attirando proteste dal Movimento per l'indipendenza del Tibet ai sostenitori del Movimento per la democrazia cinese. Ha tenuto un discorso all'Università di Harvard, in parte in inglese, ma non ha potuto sottrarsi alle domande su democrazia e libertà. Nell'incontro ufficiale al vertice con il presidente Bill Clinton, il tono è stato rilassato mentre cercavano un terreno comune ignorando in gran parte le aree di disaccordo. Clinton avrebbe visitato la Cina nel giugno 1998 e giurò che la Cina e gli Stati Uniti erano partner nel mondo e non avversari. Quando la NATO a guida americana bombardò l'ambasciata cinese a Belgrado nel 1999, Jiang sembrava aver assunto una posizione dura, ma in realtà ha compiuto solo gesti simbolici di protesta e nessuna azione concreta. La politica estera di Jiang era per la maggior parte passiva e non conflittuale. Amico personale dell'ex primo ministro canadese Jean Chrétien, Jiang ha rafforzato la statura economica della Cina all'estero, tentando di stabilire relazioni cordiali con paesi il cui commercio è in gran parte limitato alla sfera economica americana. Ciononostante, i gravi scoppi tra Cina e Stati Uniti durante il mandato di Jiang includono il bombardamento NATO della Serbia e l'incidente dell'isola di Hainan nell'aprile 2001.

### Giro di vite contro il Falun Gong

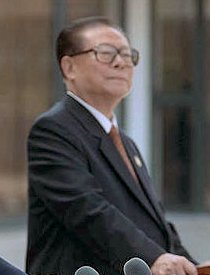
Jiang nel 2001

Dal 1999 Jiang entrò in contrasto con il premier Zhu Rongji riguardo l'atteggiamento da adottare verso le istituzioni religiose. Nel 1999 Jiang Zemin, contro la volontà di altri membri del comitato permanente del Politburo, ha lanciato una violenta repressione del Falun Gong, una disciplina spirituale di scuola buddista che si rifà ai principi cosmici di Zhen Shan Ren, rispettivamente: Verità, Compassione e Tolleranza. Nel corso degli ultimi 18 anni più di 4 200 praticanti del Falun Gong sono stati torturati a morte. Il bilancio è probabilmente più alto poiché tale informazione viene strettamente censurata in Cina. Jiang Zemin è direttamente responsabile dell'inizio e della perpetrazione di questa brutale persecuzione.
Il 10 giugno 1999 sotto la sua personale direzione il Partito Comunista Cinese ha istituito un organo di sicurezza extralegale, l'Ufficio 610. Quest'organo ha la precedenza sulle forze di polizia e sul sistema giudiziario nello svolgimento degli ordini di Jiang per quanto riguarda il Falun Gong che consistono in: rovinare la loro reputazione, tagliare le loro risorse finanziarie e distruggerli fisicamente. Dal 2000 Jiang Zemin è stato citato in giudizio in trenta Paesi non solo per crimini contro l’umanità, ma anche per tortura e genocidio. La legge cinese permette che i cittadini ricorrano alle cause penali e molti praticanti hanno in seguito esercitato tale diritto sporgendo denunce penali contro l'ex presidente.

### Le tre rappresentanze

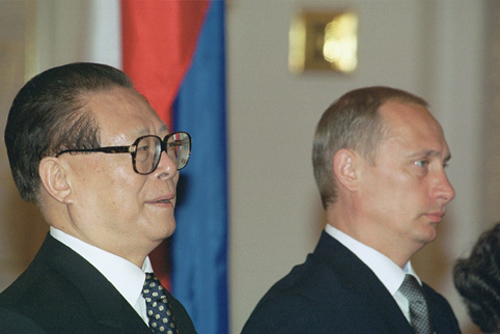
Jiang e Vladimir Putin nel 2001

The People's Daily e CCTV -1's 19:00 Xinwen Lianbo avevano eventi relativi a Jiang in prima pagina o storie principali, un fatto che è rimasto fino ai cambiamenti amministrativi dei media di Hu Jintao nel 2006. Jiang è apparso disinvolto di fronte ai media occidentali, e ha rilasciato un'intervista senza precedenti con Mike Wallace della CBS nel 2000 a Beidaihe. Usava spesso lingue straniere davanti alla telecamera; una volta ha tenuto un discorso di 40 minuti interamente in russo. In un incontro con la giornalista di Hong Kong Sharon Cheung nel 2000 riguardo all'apparente "ordine imperiale" del governo centrale di sostenere Tung Chee-hwa per cercare un secondo mandato come responsabile di Hong Kong, Jiang ha rimproverato i giornalisti di Hong Kong definendoli "troppo semplici, a volte ingenui" in inglese. Prima di trasferire il potere a una generazione più giovane di leader, Jiang fece scrivere la sua teoria dei Tre Rappresentanti nella costituzione del Partito, insieme al Marxismo-Leninismo, al Pensiero di Mao Zedong e alla Teoria di Deng Xiaoping al 16º Congresso del PCC nel 2002. Essa divenne così parte integrante della costituzione politica cinese, ma venne criticata in quanto ritenuta un simbolo del culto della personalità di Jiang, mentre i suoi sostenitori sostengono che l'attuale dirigenza cinese abbia imparato e applicato molto dalle "tre rappresentanze".

### Ritiro e successione

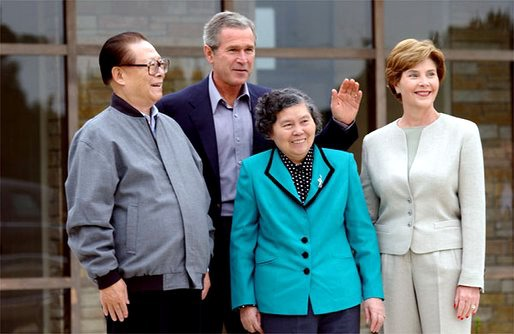
Jiang con sua moglie e George W. Bush, anche lui con sua moglie, a Crawford, Texas, 25 ottobre 2002

Jiang Zemin cominciò un lento ritiro dalla scena politica, lasciando tutte le cariche del potere ad Hu Jintao, suo allievo ed erede. Nel 2002, Jiang lasciò la carica di Segretario generale e, nel 2003, quella di Presidente della Repubblica. Entrambe le cariche vennero prese da Hu.
Dopo il XVI Congresso, Jiang cominciò ad avere alcune divergenze con Hu. Nonostante questo, i collaboratori di Jiang erano già stati spogliati di qualsiasi potere reale, tanto che la sua stessa autorità nella Commissione militare centrale venne limitata.
Forse forzato dal gruppo legato ad Hu, nel 2005 Jiang abbandonò al suo successore la sua ultima carica e si ritirò dalla scena politica. Riemerse solo alla fine del 2006, per le celebrazioni dell'anniversario della Lunga Marcia, dove parve avere risolto i propri contrasti con Hu Jintao.
Nel febbraio 2014, Jiang Zemin è stato accusato dalla magistratura spagnola di genocidio, tortura e lesa umanità, assieme all'ex premier Li Peng e altri esponenti politici e militari cinesi. Avviata nel 2006, l'inchiesta è stata archiviata nel giugno 2014 dal Tribunale nazionale spagnolo a causa della nuova riforma della giurisdizione universale, in cui i giudici spagnoli potranno perseguire i crimini contro l'umanità commessi all'estero solo se il sospetto è un cittadino spagnolo, uno straniero residente in Spagna o uno straniero che si trova nel paese spagnolo e che le autorità hanno rifiutato di estradare.

#### Presunta morte
Il 6 luglio 2011 le reti televisive di Hong Kong ne annunciano la morte, ma la Cina cala la censura sulla vicenda, impedendo anche le ricerche su internet sulla parola "Jiang" ("fiume" in lingua cinese). La notizia è apparsa del tutto infondata il 9 ottobre 2011, quando Jiang Zemin ha partecipato alle celebrazioni per il centenario della Rivoluzione Xinhai.

### Morte
Jiang Zemin è morto il 30 novembre 2022 all'età di 96 anni nella sua abitazione a Shanghai, a causa di una leucemia.

## Vita privata
Jiang ha sposato Wang Yeping, anche lei originaria di Yangzhou, nel 1949. Era sua cugina (la madre adottiva di Jiang era la zia di Wang), laureata alla Shanghai International Studies University. La coppia ha avuto due figli, Jiang Mianheng (nato nel 1951) e Jiang Miankang (nato nel 1956).
Jiang Mianheng, accademico e uomo d'affari, ha lavorato all'interno del programma spaziale cinese e ha fondato la Grace Semiconductor Manufacturing Corporation. Si ritiene che Jiang avesse un'amicizia di lunga data con il cantante Song Zuying, Chen Zhili e altri. In seguito all'ascesa di Xi Jinping, Song e altri lealisti di Jiang, incluso suo fratello Song Zuyu, furono indagati per corruzione.